# Aratxínovo
Aratxínovo (macedònic: Арачиново; albanès: Haraçinës), coneguda igualment per la transliteració Aračinovo, és un municipi al nord de Macedònia del Nord. Aratxínovo també és el nom de la vila i seu municipal que li dona nom.
El municipi limita amb Lípkovo al nord, Gran Skopje a l'oest, Petrovec al sud i Kumànovo a l'est.

## Demografia
Segons el cens del 2002, el municipi té 11 992 inhabitants, i en el cens del 1994 tenia 9 960 habitants.
L'estructura ètnica del municipi és: 90,72% albanesos, 8,23% macedonis, 0,54% bosnians, 0,11% serbis, 0,01% valacs i 0,39 altres.